# デュア層
デュア層（デュアそう）は、2013年5月にノッティンガム大学の研究チームにより、雑誌Ophthalmolgyに報告された角膜中の新しい層である。角膜6層のうち固有層とデスメ膜の間に位置する。厚さはおよそ15µmである。その薄さにもかかわらず1.45barまでの圧力に耐えられるほど頑丈で、空気を通さない。報告された論文の筆頭著者であるハーミンダー・デュアの名前からデュア層と名付けられた。

## 研究
研究チームは眼球移植に関連した研究の過程で、角膜手術を想定して角膜中に小さな気泡を注入するという操作を行った。その結果、2種類の気泡が得られた。1つは消滅してしまうものだったが、もう1つは気泡を壊すことなくデスメ膜を剥離できるものであった。また、後者の気泡はデスメ膜を剥離した後でも形成されることが明らかとなった。このことから気泡の挙動は固有層中のランダムな変動ではなく、明確な層によって捕捉されていることが示唆された。
光学顕微鏡と電子顕微鏡で観察したところ、固有層とデスメ膜の間にある角膜コラーゲンの薄い層を認めた。この研究結果は2013年5月にOphthalmolgy誌に掲載された。